# La Riviere Padu
La Riviere Padu ist ein Fluss im Parish Saint George von Dominica.

## Geographie
Die Riviere Padu entspringt mit mehreren Quellbächen im Gebiet von Golgotha (Morne Jack) bei Laudat. Nach Norden grenzt das Einzugsgebiet des Boeri Rivers an.
Der Fluss verläuft nach Südwesten, durchquert Noel Estate, Deux Granges und Shawford Estate und mündet bei Fond Cani von rechts und Norden in den Roseau River.